# Octobrachia
Super-ordre
Le taxon des Octobrachia ou Octopodiformes forme un super-ordre de céphalopodes dont les membres ont huit bras au plus et qui n'ont pas de coquilles externes à l'instar des autres coléoïdes.

## Description et caractéristiques
Les caractères synapomorphiques c'est-à-dire choix des caractères morphologiques, pour définir l'ordre sont difficiles à déterminer. Jusqu'à la fin des années 2000, les études paléontologiques ne mettaient pas en doute l'origine monophylétique des Octobrachia. Cette certitude s'appuie sur la similitude du support en U ou V de la nageoire des Cirrina, de la tige interne bifide que l'on retrouve chez certaines espèces d'Incirrina et du large gladius des Vampyromorphes. La différenciation entre les Cirrina et les Incirrina se serait déroulée à la fin du Crétacé à partir d'un groupe disparu appelé Palaeoctopus. Les plus anciens de ces fossiles montrent une nageoire développée mais relativement isolée du gladius. Ceci impliquerait que les Vampyromorphes se sont séparés des Octopoda c'est-à-dire du groupe formé par les ancêtres communs aux deux autres au début du Crétacé ou du Jurassique. Cela se serait produit à partir d'une espèce possédant un gladius bifide. Cependant aucun fossile analogue n'a été trouvé, dès lors le groupe pourrait être polyphylétique.
Des analyses phylogénétiques récentes ont été menées pour déterminer la phylogénie du groupe. La famille des Octopodidae classée depuis le début du XXe siècle dans les Incirrata regroupe en fait un ensemble disparate de genres, pas toujours monophylétiques. Ces études ont montré que les Cirrata étaient proches de certains Eledoninae pourtant classés dans les Octopodidae. En outre, les sous-familles de Graneledoninae et de Megaleledoninae doivent fusionner. Toute la phylogénie des taxons constituant ce groupe doit être revue.

## Classification dite « classique »
Selon World Register of Marine Species (25 décembre 2013) :
- Octopoda Leach, 1818
  - Cirrina, les espèces avec nageoires et des cils
  - Incirrina, les espèces sans nageoire et sans cils
- Vampyromorphida Pickford, 1939